# Cerro Yaguarón
El Cerro Yaguarón es un montículo situado en el noroeste del Departamento de Paraguarí de la República del Paraguay, en las adyacencias del radio urbano de la ciudad homónima de Yaguarón (Paraguay). Esta elevación pertenece al grupo de la planicie o Cordillera de Ybytypanemá. El lugar cuenta con un mirador de libre acceso para los turistas en su cima. Su cota es de 256 metros sobre el nivel del mar.
Este cerro tiene una particular historia, y leyendas la más famosa creencia es el de, las huellas de Santo Tomás, también cuenta de las lágrimas de Kerana, y lugares empinados y árboles muy altos lugares para trepar, y una vista a la increíble ciudad.
Se cree que si pisas en la huella de Santo Tomás tendrás mucha suerte, también da un toque de especial a esta ciudad sobre avistamientos fantasmales que lo hace más interesante e increíble.
- Datos: Q5763298